# Akka
Akka (česky možno přeložit jako "bába", "stařena") je ženský duch/bůh ve finské a sámské mytologii.
V sámské mytologii byla první akkou Maderakka, její dcery pak Sarakka, Uksakka a Juksakka. Podle legendy povstal sámský lid z moře, které vzniklo z Maderaččiných slz. U Finů (především západních) pak byla uctívána jako manželka nejvyššího boha Ukka (Jumaly). Podle tradice, když mu Akka spílala, hřmělo.
Jabme-akka je pak sámská bohyně podsvětí, jejíž jméno znamená „Stařena mrtvých“.